# Maestro Giorgio Andreoli

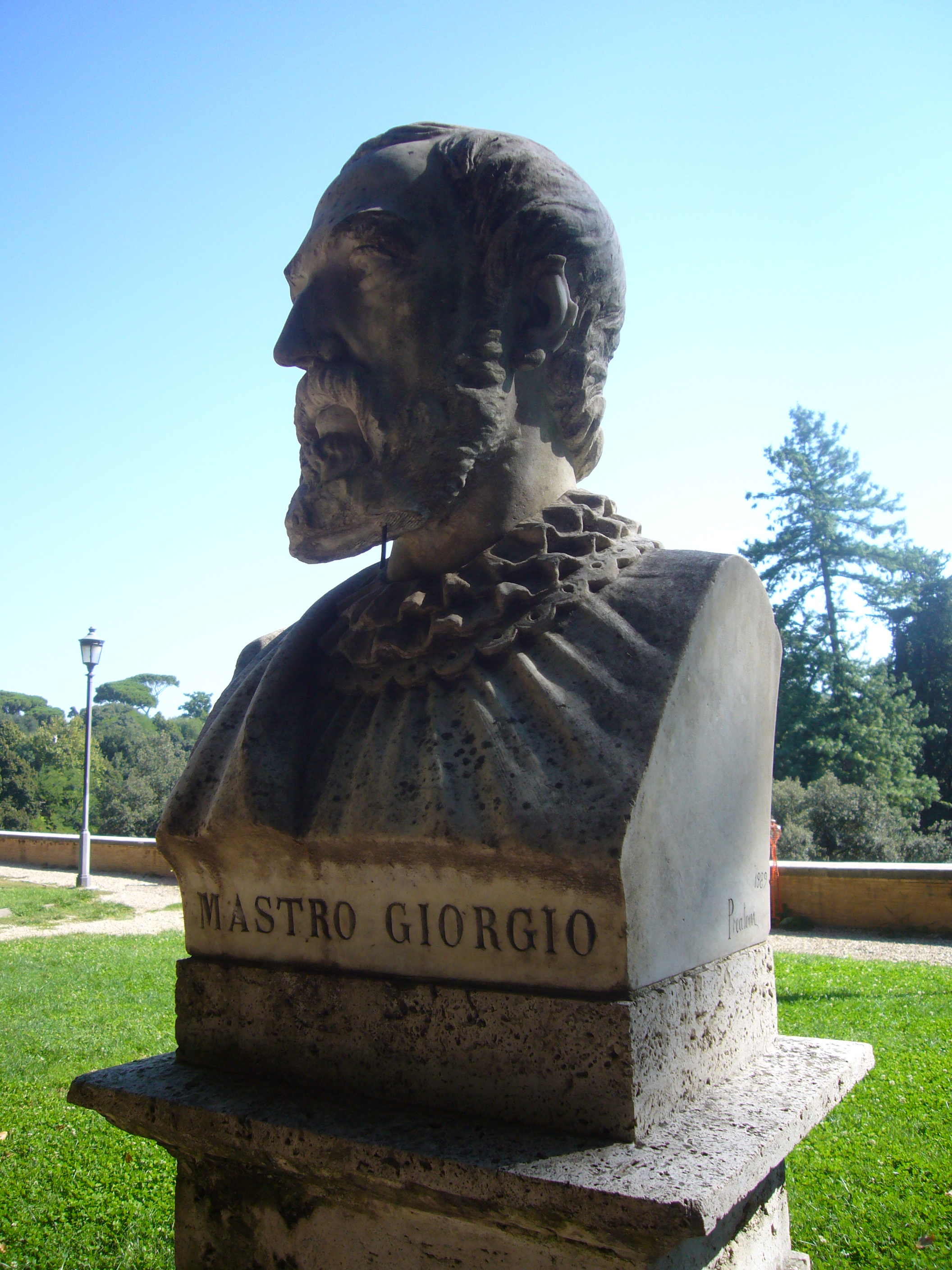
Maestro Giorgio (Pincio)

Maestro Giorgio Andreoli, bekend als Maestro Giorgio, (Intra, tussen 1465 en 1470 - Gubbio, 1555), was een Italiaanse ambachtsman en kunstenaar, bekend als de uitvinder van de glanstechniek (goud en robijn) voor keramische vazen.

## Biografie

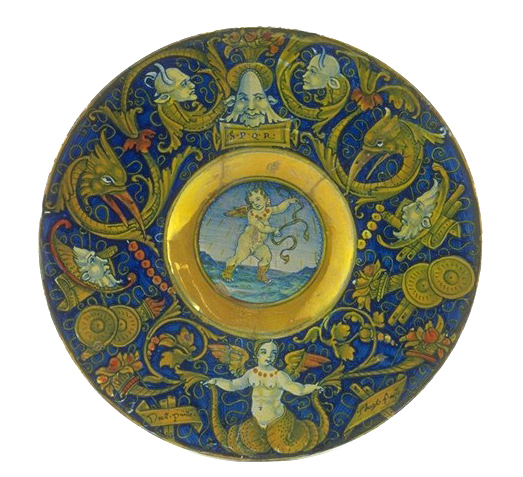
Bord geglazuurd door meester Giorgio
(1525, Internationaal Keramiekmuseum in Faenza)

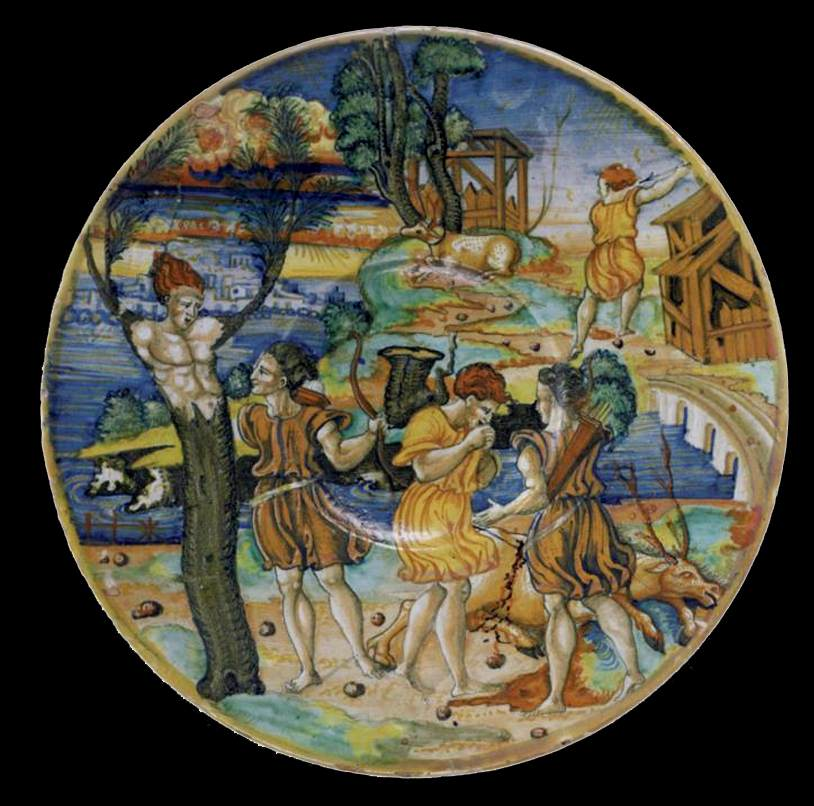
Bord geglazuurd met "de metamorfose van Cyparissus " (1525/30)

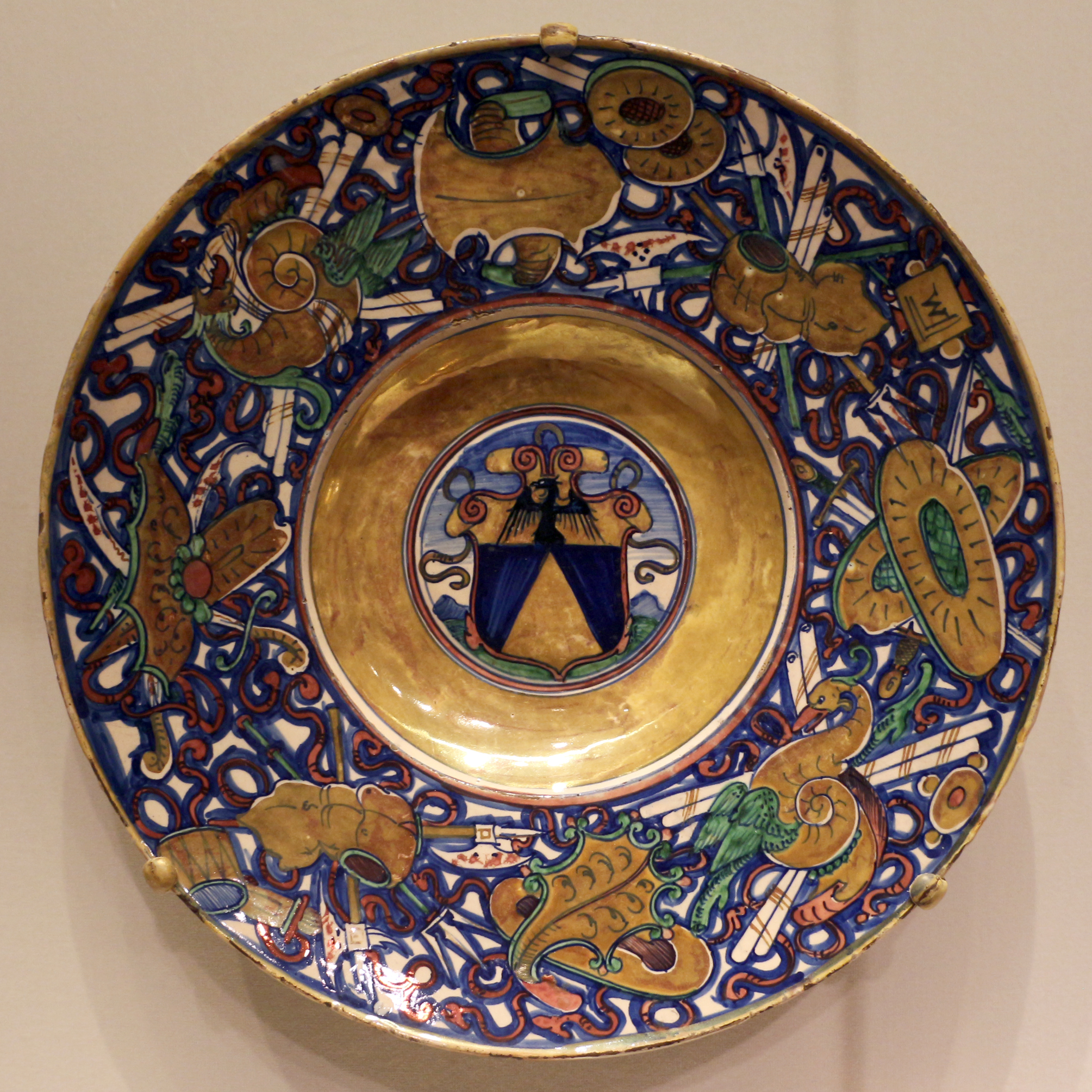
Bord met familiewapen

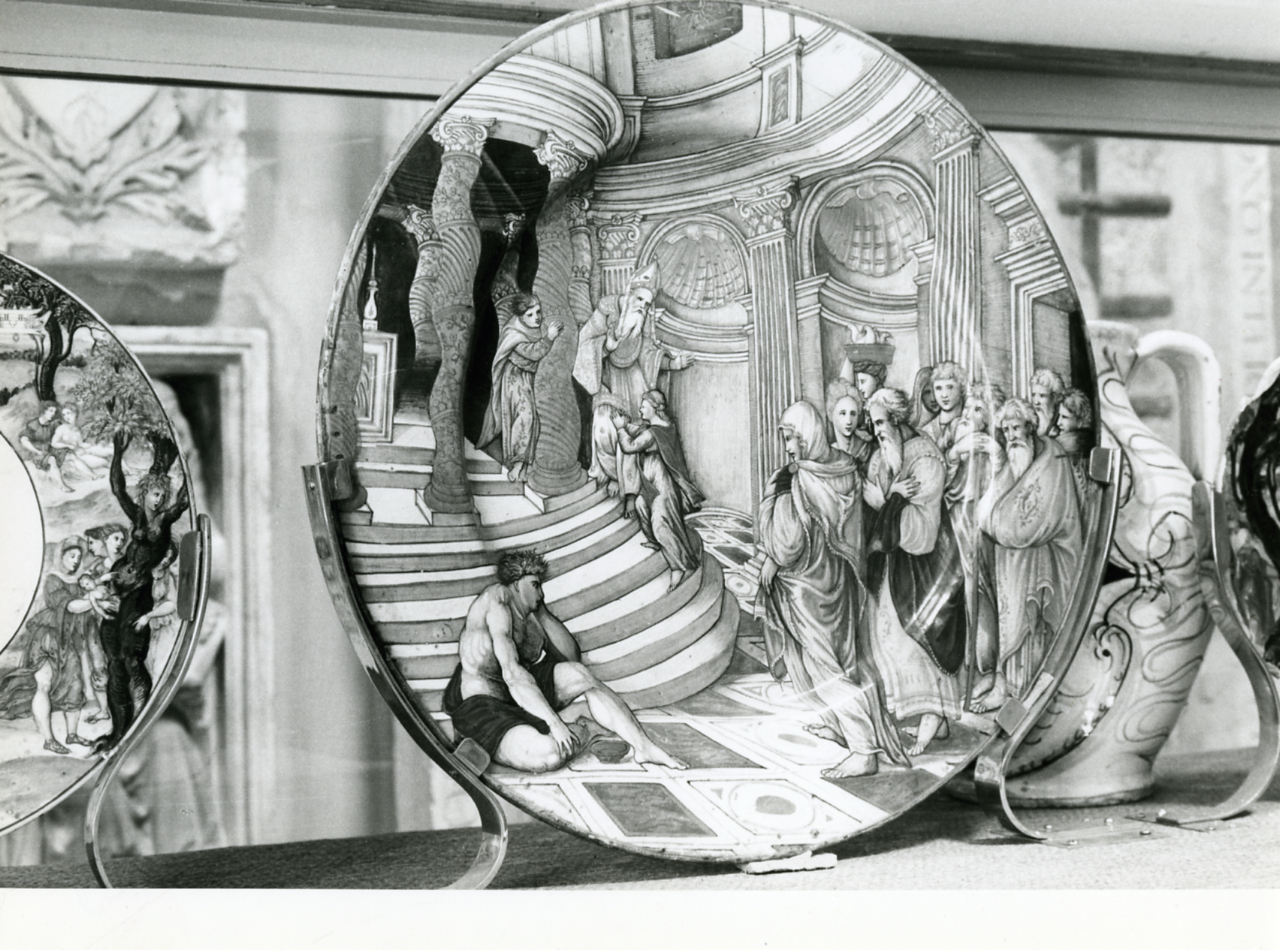
Bord met de presentatie van de Maagd in de tempel, door Giorgio Andreoli en Niccolò Pellipario, op een foto van Paolo Monti uit 1971. Paolo Monti Fund, BEIC

Giorgio is zoon van Pietro Andreoli. Tijdens zijn jeugd woonde hij in Pavia op een "Castello" genaamd "Judeo". Sommige aktes in deze tijd vermelden hem als "zoon van Pietro da Pavia". In 1476, na de aanslag op Galeazzo Sforza, moet de familie vluchten en wordt hun onderdak geboden door Frederico da Montefeltro te Gubbio (Hertogdom Urbino).  
Giorgio start samen met zijn broers  in 1495 een werkplaats voor keramiek. Hier vond hij de decoratietechniek uit waaraan zijn naam verbonden is. 
Deze techniek was niet geheel onbekend, in feite werd het al door de Perzen gebruikt sinds de achtste eeuw en vervolgens hervat in Spaans-Moorse majolica, maar Andreoli's verdienste was om het te kunnen perfectioneren .
Het succes van zijn werk was zo groot dat ze vanuit andere plaatsen die bekend stonden om keramiek, zoals Faenza, Urbino en Pesaro, stukken van hoge kwaliteit stuurden om ze te laten bewerken en decoreren door Andreoli. Gedurende een bepaalde periode hielpen ook zijn kinderen,Vincenzo en Ubaldo, in zijn werkplaats. 
Als het atelier in de begintijd voornamelijk aardewerk voor tafelgebruik produceerde, werd het productiegamma later uitgebreid en werkte Andreoli ook als schilder, zoals blijkt uit het beeldje van San Sebastiano uit 1501, bewaard in het Victoria and Albert Museum te Londen .

In 1498 kreeg hij het staatsburgerschap en tevens belastingvrijstelling voor een periode van ongeveer twintig jaar, een teken dat zijn werk in die jaren al bijzonder gewaardeerd werd. Later verlengde paus Leo X de vrijstelling voor onbepaalde tijd .

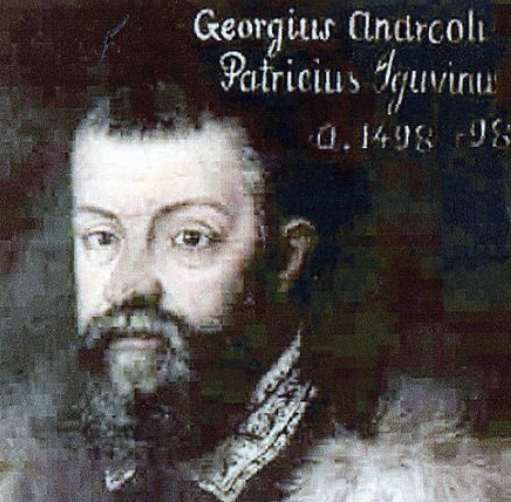
Portret Georgius Andreoli, Patricius Iguvinus 1498

Op 5 september 1554 maakte Giorgio zijn testament op waarbij hij zijn vrouw Marietta en zijn kinderen Vincenzo, Ubaldo en Margherita (de oudste zoon Francesco was overleden) tot erfgenamen benoemde. Hij koos er ook voor om begraven te worden in de kerk van San Domenico in Gubbio. Hij stierf tussen 21 en 26 april 1555.
In de 19e eeuw vond in Pesaro, Gubbio, Deruta en Gualdo Tadino een heropleving van de majolica in de Renaissance plaats. Het werk van Paolo Rubboli uit Pesaro, die een winkel opende in Gualdo Tadino, leidde tot een zoektocht naar het beroemde robijnrode rood van Mastro Giorgio.
Werken die aan Giorgio worden toegeschreven, zijn te vinden in verschillende musea: Stedelijk Museum van Gubbio, Porta Romana Museum in Gubbio, Museum voor Middeleeuwse en Moderne Kunst in Arezzo, Correr Museum, Internationaal Museum voor Keramiek in Faenza, het Metropolitan Museum of Art, Ashmolean Museum, National Gallery of Art, Courtauld Gallery, British Museum, Pesaro Civic Museums, Musée du Petit Palais, Cleveland Museum of Fine Art, Wine Museum, Victoria and Albert Museum, Les Arts Décoratifs Museums en het Louvre in Parijs. 

## Verder lezen
- Carola Fiocco, Gian Carlo Bojani, Gabriella Gherardi, Mastro Giorgio da Gubbio: een oogverblindende carrière, Florence, Centro Di, 1998.
- Grazietta Guaitini, Umbrische majolica versierd met glans. De Renaissance en de negentiende-eeuwse heropleving, Nuova Guaraldi, Florence 1982.
- Pietro Mattei, Tonina Cecchetti (bewerkt door), Mastro Giorgio. De man, de kunstenaar, de ondernemer, Kamer van Koophandel, Perugia 1995.